# Akak II
Pour les articles homonymes, voir Akak.
Akak II est une localité de la région du Centre au Cameroun, localisée dans la commune de Soa et le département de la Méfou-et-Afamba.

## Population
En 1965, Akak II comptait 202 habitants, principalement des Ewondo.
Lors du recensement de 2005, ce nombre s'élevait à 195.